# ブユ
ブユ（蚋、蟆子、Black fly）は、ハエ目（双翅目）カ亜目ブユ科（Simuliidae）に属する昆虫の総称。ヒトなどの哺乳類や鳥類から吸血する衛生害虫である。関西ではブト、関東ではブヨとも呼ばれる。

## 生態
成虫は、イエバエの4分の1ほどの小ささ（約3～5mm）で透明な羽を持ち、体は黒っぽく丸まったような形をしているものが多い。天敵はトンボなど。日本では約60種ほどが生息しており、主に見られるアシマダラブユは全国各地に、キアシオオブユは九州、本州、北海道に分布する。
春に羽化した成虫は交尾後、水中や水際に卵塊を産み付ける。卵は約10日で孵化し、幼虫は渓流の岩の表面や水草に吸着し、3～4週間で口から糸を吐き、そのまま水中で蛹になり、約1週間ほどで羽化する。成虫になると基本的に積雪時を除き一年中活動するが、特に春から夏（3月～9月）にかけて活発に活動する。夏場は気温の低い朝夕に発生し、昼間はあまり活動しない。ただし、曇りや雨など湿気が高く日射や気温が低い時は、時間に関係なく活動する。また、黒や紺などの暗い色の衣服や雨合羽には寄ってくるが、黄色やオレンジなどの明るい色の衣服や雨合羽には比較的寄ってこない。
上記のようにブユの幼虫は渓流で生活しているため、成虫は渓流の近くや山中、そうした自然環境に近いキャンプ場などで多く見られる。また、幼虫は清冽な水質の指標昆虫となるほど水質汚染に弱いとされているが、近年では公園の水辺等の水質改善が進んだためか、郊外の住宅地などでも見られるようになった。
外見が似た昆虫として、顔の周りを飛び回り、目の中に飛び込んでくるハエ目ヒゲブトコバエ科のクロメマトイ等が挙げられるが、これらは吸血しない。

## 害
カやアブなど他のハエ目の吸血昆虫と同じく、メスだけが吸血するが、それらと違い皮膚を噛み切って流れ出た血を舐めるため、中心に赤い出血点や流血、水ぶくれが現れる。吸血の際に唾液腺から毒素を注入するため、直後はそれ程かゆみは感じないことが多いものの、翌日以降に（アレルギー等の体質により差があるが）患部が通常の2～3倍ほどに赤く膨れ上がり、カよりも激しい痒みや疼痛、発熱の症状が1～2週間程現れる（ブユ刺咬症、ブユ刺症）。体質や咬まれた部位により、腫れが1ヵ月以上ひかないこともままあり、ひいてもしこりや色素沈着が残ったり、慢性痒疹の状態になってしまうと完治まで数年に及ぶことすらある。多数のブユに吸血されるなどした場合、リンパ管炎やリンパ節炎を併発したり、呼吸困難などで重篤状態に陥ることもある。